# Norwalk (Ohio)
Norwalk ist eine City in Huron County im Norden des Bundesstaates Ohio. Sie liegt etwa  in der Mitte zwischen Cleveland und Toledo, zum Lake Erie sind es 20 Minuten per Auto. Das U.S. Census Bureau ermittelte bei der Volkszählung 2020 eine Einwohnerzahl von 17.068. Offizielles Wappen ist das Ahornblatt („Maple“).

## Geschichte

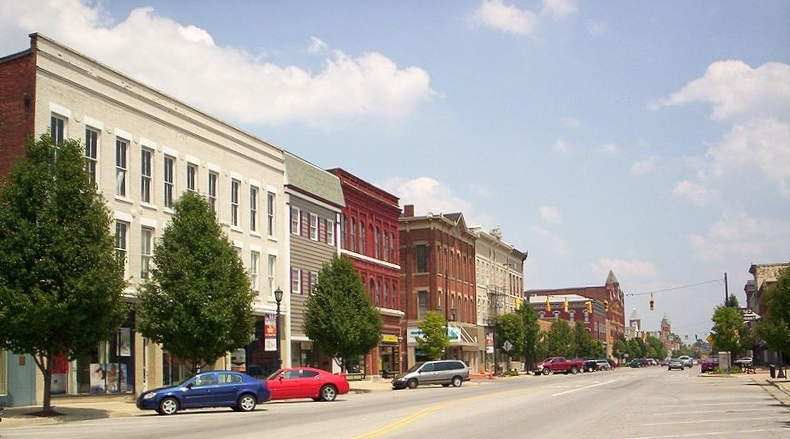
Downtown Norwalk

Norwalk in Ohio ist nach der gleichnamigen Stadt in Connecticut benannt, die am 11. Juli 1779 von den Briten bis auf sechs Häuser zerstört wurde. Als Kompensation wurde Land (sog. „Firelands“) im Norden Ohios im Oktober 1800 übergeben und es erfolgte die Landnahme durch Bürger aus Siedlungen in Connecticut. Anfangs erfolgte diese Besiedlung schleppend, bis Mitte des 19. Jahrhunderts. 1881 war die Mindestanzahl an Bürgern erreicht und daher wurde Norwalk mit dem Stadtrecht ausgestattet.

## Besonderheit (Medizin)
Berühmtheit erlangte die Stadt 1968 durch einen massiven Ausbruch einer infektiösen Gastroenteritis mit einem damals noch unbekannten Erreger. Dieser konnte 1972 charakterisiert und identifiziert werden. Er wurde nach dem Ort der Erstisolierung „Norwalk-Virus“ genannt und als Prototyp einer eigenständigen Gruppe innerhalb der Familie der Caliciviridae klassifiziert; 2002 wurde die Gattung in Norovirus umbenannt.

## Berühmte Töchter und Söhne der Gemeinde
- Paul Brown (1908–1991), American-Football-Trainer
- Bud Spangler (1938–2014), Jazz-Schlagzeuger und Musikproduzent
- George Kennan (1845–1924), Forschungsreisender